# داني بلانشيت
داني بلانشيت (بالإنجليزية: Danny Blanchett)‏ هو لاعب كرة قدم بريطاني في مركز الدفاع، ولد في 6 مايو 1987 في ويمبلي في المملكة المتحدة. لعب مع إيه أف سي ويمبلدون وستيفيناغ بوروه ونادي بيتربورو يونايتد ونادي بيرتن ألبيون ونادي كامبريدج ستي ونادي كرو ألكساندرا ونادي نورثوود ونادي هيرفورد ونادي يورك سيتي.

## وصلات خارجية
- داني بلانشيت على موقع قاعدة بيانات كرة القدم.إي يو (الإنجليزية)
- داني بلانشيت على موقع Soccerbase.com (لاعب) (الإنجليزية)